# Lagopus
Lagopus is een geslacht van vogels uit de familie fazantachtigen (Phasianidae).

## Soorten
Het geslacht kent de volgende soorten:
- Lagopus leucura – Witstaartsneeuwhoen
- Lagopus scotica – Schots sneeuwhoen
- Lagopus lagopus – Moerassneeuwhoen
- Lagopus muta - Alpensneeuwhoen